# Mammy (film, 1951)
Pour le film de 1930, voir Mammy (film, 1930).
Pour plus de détails, voir Fiche technique et Distribution.
Mammy est un film français réalisé par Jean Stelli, sorti en 1951.

## Synopsis
Un vieux couple, le Dr André Pierre et son épouse aveugle, Mammy, attendent le retour de leur petit-fils Maurice, seul survivant de leur descendance. Celui-ci était un mauvais sujet, joueur, menteur et voleur qu'ils ont dû chasser dix ans auparavant.
Le Dr Pierre avait appris que Maurice avait émigré au Canada où il avait poursuivi ses méfaits, mais il avait, pour protéger son épouse, inventé un Maurice assagi. Au fil des années, il l'avait nourri de l'illusion d'un petit fils diplômé en architecture et marié.
Mais un jour, un télégramme annonce le retour de Maurice en indiquant le vol qu'il doit emprunter. Puis la presse annonce que l'avion s'est écrasé et qu'il n'y a pas de survivants.
Se refusant à annoncer à son épouse, la mort de son petit-fils, le Dr Pierre imagine de lui substituer un jeune homme dont il vient de faire la connaissance. Celui-ci devra se faire passer pour Maurice, et son amie pour Isabelle, l'épouse que le Dr Pierre avait inventée.

## Fiche technique
- Titre : Mammy
- Réalisation : Jean Stelli
- Scénario, adaptation et dialogues : Pierre Laroche et Albert Valentin, d'après le roman d'Alejandro Casona
- Décors : Raymond Druart
- Photographie : Marc Fossard
- Son : Séverin Frankiel
- Musique : Marcel Landowski
- Montage : André Gug
- Sociétés de production : Codo Cinéma - Les Productions Claude Dolbert
- Pays de production : France
- Format : Noir et blanc - 1,37:1 - 35 mm - Son mono
- Genre : Film dramatique
- Durée : 78 minutes (1 h 18)
- Date de sortie : 
  - France : 28 novembre 1951
- Affiche : Jacques Bonneaud (France)

## Distribution
- Gaby Morlay : Mme Pierre dite Mammy
- Pierre Larquey : Dr. André Pierre
- Françoise Arnoul : Marthe Roux
- Philippe Lemaire : Maurice, petit ami de Marthe
- Andrée de Chauveron : Geneviève
- Micheline Gary : Lucette
- Claude Nicot : Son petit ami
- Michel Jourdan : Le vrai Maurice
- Luce Fabiole : La concierge
- Marcel Delaître : Un acolyte de Maurice
- Philippe Hersent : Un acolyte de Maurice
- Maurice Blanchot : Un acolyte de Maurice
- Gaby Tyra : La sœur
- Georges Sauval : Le boucher
- René Hell : Le vendeur de journaux
- Solange Varenne : Marie